# Hostens
Hostens település Franciaországban, Gironde megyében. Lakosainak száma 1530 fő (2022. január 1.). Hostens Saint-Magne, Belin-Béliet, Louchats, Le Tuzan és Mano községekkel határos.

## Népesség
A település népességének változása:
| Lakosok száma | 727  | 714  | 721  | 1127 | 1360 | 1323 | 1329 | 1433 | 1482 | 1530 |
|               | 1968 | 1982 | 1990 | 2006 | 2013 | 2015 | 2017 | 2019 | 2020 | 2022 |